# Daniela Havlíčková
Daniela Havlíčková (Praga, 18 de abril de 1946 – Praga, 21 de julho de 1999) foi uma gravurista checa.
Nascida em Praga Havlíčková estudou com Jiří Trnka, Zdeněk Sklenář e František Muzika na Academia de Artes, Arquitetura e Design de Praga, onde se formou em 1971. Durante a sua carreira expôs extensivamente no seu país natal e no exterior. Membro do grupo de artistas Hollar, ela viria a falecer em Praga.
Uma obra de mídia mista de 1984 de Havlíčková, Zongléri, é propriedade da Galeria Nacional de Arte.